# Lonesome Dove
Lonesome Dove es una novela wéstern de 1985 del escritor estadounidense Larry McMurtry . Es el primer libro publicado de la serie Lonesome Dove y la tercera entrega de la serie cronológicamente. Fue un éxito de ventas y ganó el Premio Pulitzer de Ficción en 1986. En 1989, fue adaptada como miniserie de televisión protagonizada por Tommy Lee Jones y Robert Duvall, que obtuvo elogios tanto de la crítica como del público. McMurtry continuó escribiendo una secuela, Streets of Laredo (1993), y dos precuelas, Dead Man's Walk (1995) y Comanche Moon (1997), las cuales también fueron adaptadas como series de televisión.

## Premisa
La novela, ambientada en los últimos días del Viejo Oeste, se centra en las relaciones entre varios Rangers de Texas retirados y sus aventuras dirigiendo un rebaño de ganado desde Texas hasta Montana . La novela contiene temas que incluyen la vejez, la muerte, el amor no correspondido y la amistad.

## Trama
A fines de la década de 1870,  el capitán Woodrow F. Call y el capitán Augustus "Gus" McCrae, dos famosos Rangers de Texas retirados, dirigen la compañía Creek Cattle Company y Livery Emporium en la pequeña ciudad fronteriza de Lonesome Dove, en Texas. Junto a ellos trabajan Joshua Deets, un excelente rastreador y explorador de sus días de Ranger; Pea Eye Parker, otra ex Ranger que es leal y confiable, pero poco inteligente; Bolivar, un bandido mexicano retirado que trabaja como cocinero; y Newt Dobbs, un chico de 17 años cuya madre era una prostituta llamada Maggie y cuyo padre es ampliamente considerado por el grupo como Call, aunque Call nunca lo ha reconocido.
Jake Spoon, otro ex Ranger, llega a Lonesome Dove después de una ausencia de más de 10 años, durante los cuales ha viajado mucho por los Estados Unidos. Él revela que está prófugo, después de haber disparado accidentalmente a un dentista en Fort Smith, Arkansas . El hermano del dentista resultó ser el sheriff de la ciudad, July Johnson.
Al reunirse con Gus y Call, la descripción que Jake hace del territorio de Montana inspira a Call a reunir una manada de ganado y conducirlo hacia el norte, para comenzar el primer rancho de ganado al norte del río Yellowstone. Call, quien se ha vuelto apático tras su retiro, se siente atraído por la idea romántica de establecerse en un país prístino. Gus es menos entusiasta, pero cambia de opinión cuando recuerda que el amor de su vida, Clara, vive en el río Platte, cerca de Ogallala, Nebraska, que estaría en la ruta hacia Montana. La organización Hat Creek reúne miles de cabezas de ganado del otro lado de la frontera, en México, y recluta a vaqueros locales para preparar la expedición.
Irónicamente, Jake Spoon pronto decide no ir en absoluto, habiéndose sentido cómodo con la única prostituta de la ciudad, Lorena Wood, quien está enamorada de él después de que él promete llevarla a San Francisco . Sin embargo, ante la insistencia de Lorena, ella y Jake terminan siguiendo la ruta del ganado.
En Fort Smith, el joven e inexperto sheriff, July Johnson, abandona la ciudad a regañadientes tras la pista de Jake Spoon, llevándose consigo a su hijastro Joe, de 12 años, y dejando a cargo al inepto ayudante del sheriff Roscoe Brown. La esposa de July, Elmira, que se arrepiente de su reciente matrimonio con él, se marcha poco después a buscar a su antiguo amante, Dee Boot
. Roscoe es enviado tras July para informarle de su desaparición. Durante el viaje tiene muchas desventuras y encuentros extraños a través de Arkansas y Texas, siendo ayudado por una joven llamada Janey, que escapa de la esclavitud sexual para acompañarlo. Roscoe finalmente se reúne con July y Joe cuando lo rescatan a él y a Janey de unos bandidos en Texas.
A medida que el ganado avanza hacia el norte a través de Texas, la compañía Hat Creek se enfrenta a tormentas de polvo, peligrosos cruces de ríos y muchas otras aventuras. Jake se cansa de Lorena y la abandona para irse a jugar a Austin. Cuando se queda sola, es secuestrada por un bandido indio llamado Blue Duck, un viejo enemigo notorio y despiadado de los Rangers de Texas. Gus sale en su persecución y, mientras viaja por el río Canadiense, se encuentra con el grupo de July. Gus y July atacan el campamento de bandidos de Blue Duck, matando a los bandidos y rescatando a Lorena; sin embargo, Blue Duck ya ha escapado, habiendo asesinado a Roscoe, Joe y Janey en el proceso. July, devastado, continúa su viaje en busca de Elmira, mientras Gus y Lorena regresan a la ganadería. Lorena ha sido violada repetidamente y, como sufre un trastorno de estrés postraumático, tiene miedo de interactuar con cualquiera que no sea Gus. Los dos siguen la ruta del ganado hacia el norte y duermen en una tienda de campaña a cierta distancia detrás de los otros vaqueros.
Mientras tanto, Jake Spoon está en Fort Worth . Al enterarse de que July Johnson lo ha estado buscando, Jake abandona Texas a toda prisa en compañía de los hermanos Suggs, quienes, pronto se da cuenta, son unos crueles bandidos. Jake se alarma cada vez más por las acciones de los hermanos mientras viajan al norte hacia Kansas ; la pandilla progresa desde el robo hasta el asesinato a sangre fría, pero Jake está demasiado asustado y superado en número como para matarlos o escapar. Cuando la pandilla ataca a Wilbarger, un jefe de la ruta conocido por Gus y Call, los antiguos Rangers de Hat Creek salen en su persecución. Los ex Rangers quedan consternados cuando detienen a los hermanos Suggs y encuentran a Jake junto a ellos. Jake les suplica a sus antiguos compañeros que no tuvo más opción que seguir adelante por miedo a perder su propia vida, pero Gus y Call se mantienen firmes en que ha "cruzado una línea" y lo cuelgan solemnemente junto a los hermanos Suggs. Newt, que idolatraba a Jake cuando era niño, queda profundamente afectado.
Mientras tanto, Elmira, embarazada del hijo de July, se encuentra en compañía de un tosco cazador de búfalos llamado Zwey, un hombre sencillo que parece creer que ahora está casado con ella. Al llegar a Nebraska, se encuentran con el rancho de caballos de Clara Allen, la ex amante de Gus, cuyo marido, Bob, se ha convertido en un inválido con daño cerebral después de recibir una patada en la cabeza por parte de un mustang . Clara ayuda a dar a luz al hijo de Elmira, pero Elmira y Zwey parten casi inmediatamente después hacia Ogallala.
Dee Boot está detenido en la cárcel de Ogallala, destinado a ser ahorcado por el asesinato accidental de un niño; Elmira se desmaya debido a una fiebre mientras habla con él, y Boot es ahorcado mientras se recupera en la casa de un médico, dejándola desconsolada y deprimida. Julio llega al rancho de Clara, se entera de lo sucedido y va a ver a Elmira, pero ella se niega a hablar con él. Poco después, ordena a Zwey que la lleve al este, de regreso a San Luis . Angustiado y desconsolado, July se siente obligado a seguirla, pero ante la insistencia de Clara, permanece en el rancho con su familia y su hijo, a quien Clara ha llamado Martin. Más tarde les llega la noticia de que Elmira y Zwey fueron asesinados por los Sioux .
La compañía Hat Creek llega a Nebraska, y Gus lleva a Lorena, Call y Newt a visitar a Clara. Lorena, que se ha enamorado de Gus, teme que Gus la abandone por Clara. Clara está feliz de ver a Gus, pero no tiene deseos de reavivar su romance; sin embargo, acoge a Lorena, cuyo estrés postraumático está aliviándose y quien rápidamente se siente cómoda con Clara y sus hijas. Gus, rechazado por Clara y ya no siendo el único cuidador de Lorena, decide continuar con el ganado y llevar el viaje a Montana hasta el final.
En Wyoming, varios caballos son robados por indios medio muertos de hambre. Call, Gus y Deets los persiguen, pero Deets es asesinado en el enfrentamiento que sigue por ser el único valiente que queda del grupo. Poco después, Gus le informa a Newt que Call es su padre, algo que Newt siempre ha soñado, pero está demasiado afectado por la muerte de Deets como para pensarlo mucho.
Después de una travesía desesperada por las áridas cuencas de Wyoming, el ganado llega a Montana, que resulta tan exuberante y hermoso como Jake había descrito. Mientras exploraban delante de la manada principal, Gus y Pea Eye son atacados por indios de sangre, y Gus resulta gravemente herido por dos flechas en la pierna. Asediado en un refugio improvisado en la orilla del río Musselshell durante varios días, las heridas de Gus se infectan y su salud empeora. Después de una fuerte lluvia, envía a Pea Eye por el río crecido para buscar ayuda, pero Pea Eye pierde su ropa, botas, arma y comida en el río y tropieza desnudo y desarmado durante una caminata de 100 millas a través de las llanuras. Hambriento, delirante y sufriendo por estar expuesto, el resto de los vaqueros lo descubren al borde de la muerte. Call entonces parte solo para rescatar a Gus.
Mientras tanto, febril y moribundo, Gus abandona el río poco después de Pea Eye, arriesgándose y escapando de los indios. Llega a Miles City, Montana, y cae inconsciente; al despertarse descubre que un médico le ha cortado la pierna gangrenosa . Su otra pierna también está infectada, pero Gus se niega a dejar que el médico la ampute. Call llega a Miles City y trata infructuosamente de convencer a Gus de que le amputen la otra pierna para salvarle la vida; Gus, sin embargo, preferiría morir antes que ser un inválido. Gus le pide a Call que lo entierre en un huerto en Texas donde solía hacer picnic con Clara, y Call acepta de mala gana. Después de escribir cartas a Clara y Lorena, e instar a Call a aceptar a Newt como su hijo, Gus muere de Sepsis. Call deja el cuerpo de Gus almacenado en Miles City, con la intención de devolverlo a Texas después del invierno. Continúa hacia el norte con el ganado, abatido por la pérdida de su mejor amigo.
Finalmente, los miembros restantes de la compañía Hat Creek establecen un rancho en el desierto fértil y sin pastoreo entre el río Misuri y el río Milk. Call sufre de depresión durante todo el invierno, ya no le importa ni el ganado ni el rancho, y se pregunta qué hacer con Newt. Antes de partir en primavera, pone a Newt a cargo del rancho y le da su caballo, su rifle y su reloj familiar, pero todavía no puede reconocer públicamente al chico como su hijo. Newt está molesto por dentro, pero aun así acepta los regalos. Call, avergonzado de sí mismo, abandona el rancho.
Call recupera el cuerpo de Gus, embalado en un ataúd con sal y carbón, y comienza el largo viaje hacia el sur en un viejo buggy. En Nebraska, les entrega las cartas de Gus a Clara y Lorena, y les explica que Gus le ha dejado la mitad de sus intereses del ganado a Lorena. Lorena está devastada por la muerte de Gus y se niega a abrir su carta; permaneciendo en silencio junto a su ataúd día y noche, hasta que de repente se desmaya. Clara considera el viaje como una locura caprichosa típica de Gus e insta a Call a que lo entierre en su rancho, pero Call se niega, después de haberle dado su palabra a Gus. Clara le dice a Call que lo desprecia y lo considera un "cobarde vanidoso" por negarse a reclamar a Newt como su hijo,  y él abandona Nebraska atormentado por su condena. 
La historia del vaquero que transporta el cuerpo de su amigo muerto se extiende por las llanuras, y Call toma una ruta tortuosa a través de Colorado y Nuevo México para evitar la creciente atención. En Santa Rosa, descubre que Blue Duck ha sido capturado por un agente del sheriff y está a punto de ser ahorcado. Call visita a Blue Duck en su celda, y Blue Duck se burla de él, señalando que asaltó, mató, violó y secuestró con impunidad durante toda su vida, a pesar de los mejores esfuerzos de los Rangers de Texas. El día de su ahorcamiento, de camino al tejado donde le espera la horca, Blue Duck salta por una ventana del tercer piso, arrastrando consigo al ayudante del sheriff que lo había atrapado, matándolos a ambos.
Al regresar a Texas, exhausto, abatido y herido por una bala en el costado, Call entierra a Gus junto al manantial en el huerto cerca de San Antonio, fiel a su palabra. Luego continúa hasta Lonesome Dove, donde el cocinero Bolívar, que había abandonado la manada de ganado antes de que saliera de Texas, está encantado de verlo nuevamente. En la ciudad, Call descubre que el salón se ha incendiado; el propietario, que estaba locamente enamorado de Lorena, se suicidó después de su partida quemando su salón mientras él permanecía dentro.

## Personajes
- Capitán Woodrow F. Call – Copropietario de la empresa Hat Creek y exmiembro de los Texas Ranger. Es un lidre de hombres en gran medida silencioso y trabajador incansable que cree firmemente en la disciplina, el deber y el honor; es el florete de su mejor amigo Gus. En su prefacio, McMurtry describe a Call como estoico[4]
- Capitán Augustus "Gus" McCrae – Copropietario de la empresa Hat Creek y ex Ranger de Texas, es un libertino perezoso, locuaz y carismático con afición por el alcohol, el juego y las prostitutas; no obstante, es un luchador valiente y competente cuando es necesario. Es alto y flacucho, famoso por su excelente vista y ha tenido el pelo plateado desde que tenía 30 años. Es el florete perfecto de su mejor amigo, Call, y McMurtry lo describe como un epicúreo.[4]
- Pea Eye Parker – El vaquero y herrero de la Hat Creek Cattle Company, Pea Eye sirvió como cabo en los Rangers bajo el mando de Gus y Call. Pea Eye (su verdadero nombre de pila se le olvidó hace tiempo) no es especialmente brillante, pero es valiente, confiable, y amable. Sigue el liderazgo de Call sin cuestionarlo.
- Joshua Deets – Un antiguo Ranger afroamericano. Deets is a loyal ranch hand, and on the drive serves as the chief scout.  Es un rastreador excepcional que confía en sus instintos para sacar a la compañía del peligro. Es tranquilo y contemplativo pero sabio, compasivo y todos confían en él.
- Newt Dobbs – Un huérfano de 17 años criado por Gus y Call. Su madre era una prostituta llamada Maggie, que murió cuando él era un niño. Sabe que su madre era prostituta, pero no tiene idea de quién podría ser su padre. La mayoría de los observadores, en particular Gus y Clara Allen, están seguros de que Call es su padre. Aunque comienza el viaje siendo torpe e inexperto, Newt se convierte en un vaquero competente y confiable, y a pesar de su corta edad, finalmente se le da el liderazgo del rancho en ausencia de Call. En su prefacio, McMurtry se refiere a Newt como "la paloma solitaria del título".[4]
- Jake Spoon –  Un ex Ranger que dejó a sus amigos hace diez años para viajar por Estados Unidos, y regresa a Texas cerca del comienzo de la novela. Al igual que Gus, Jake es un bebedor, jugador y mujeriego. Posee un gran encanto personal, pero es perezoso, egoísta y, a menudo, descuidado.
- Dishwater "Dish" Boggett – aunque solo tiene 22 años, Dish es un vaquero de gran habilidad y el "jefe" de la manada de ganado de Call. Sufre mucho por el amor no correspondido que siente por Lorena Wood. Su apodo se debe a que una vez bebió agua de fregar durante una conducción de ganado debido a que tenía tanta sed que no podía esperar a que llegara el barril de agua.
- Bolívar – Ex bandido mexicano y cocinero de la Hat Creek Cattle Company, está obsesionado con tocar innecesariamente la campana para llamar a la compañía a cenar. Bolívar se siente incómodo por aventurarse lejos del Río Grande y abandona la compañía antes de que salga de Texas.
- Po Campo – El enigmático nuevo cocinero de la compañía. Fue contratado por Call en San Antonio después de la partida de Bolívar. Utiliza ingredientes exóticos como saltamontes en sus comidas y se niega a montar animales. Da a entender que ha viajado mucho y también comenta con indiferencia que mató a su esposa.
- Lorena Wood – Una bella joven de Alabama, obligada a prostituirse por un ex amante. Acaba en Lonesome Dove, donde trabaja como la única prostituta del pueblo. Lorena es taciturna, de carácter fuerte y, a menudo, intimida a los numerosos vaqueros que buscan su afecto; por lo general, ve a sus clientes y admiradores con desprecio. Descontenta con su vida, Lorena inicialmente alberga el sueño de viajar a San Francisco, pero su perspectiva cambia drásticamente después de sus experiencias durante la travesía.
- Blue Duck – Hijo del jefe guerrero comanche Buffalo Hump y su cautivo mexicano, Blue Duck lidera una banda de indios renegados y criminales caucásicos. Atrozmente malvado y despiadado, es temido en las llanuras como un asesino despiadado, violador y esclavista. Ha logrado evadir la ley incluso cuando el Oeste se vuelve gradualmente más seguro y civilizado.
- July Johnson – El sheriff de la ciudad de Fort Smith, Arkansas, July es un joven amable que se casó recientemente con Elmira, a quien ama profundamente a pesar de que ella lo desprecia abiertamente. Después de que Jake Spoon matara accidentalmente a su hermano Ben, July sale en su búsqueda.
- Elmira Johnson – Antigua prostituta en Kansas, se casó recientemente con July Johnson. No está contenta con su vida y sufre depresión, por lo que finalmente abandona Fort Smith para buscar a su antiguo amor, Dee Boot.
- Roscoe Brown – El ayudante del sheriff de Fort Smith, Arkansas, Roscoe es un hombre sencillo de unos 40 años que se contenta con pasar su vida cuidando la cárcel de la tranquila ciudad, pero la cuñada de July lo presiona para que busque al sheriff y a su esposa desaparecida.
- Joe – Es el hijo de Elmira. Viaja con July para encontrar y arrestar a Jake Spoon.
- Janey – Una joven a quien Roscoe conoce en su viaje de la búsqueda de July. Era esclava de un anciano que vivía solo en el bosque, pero cuando Roscoe llega, ella escapa del cautiverio y viaja con él, demostrando ser útil con su habilidad para atrapar animales para comer y su excelente puntería al lanzar piedras.
- Clara Allen – El antiguo amor de Gus, rechazó sus reiteradas propuestas de matrimonio durante su juventud en Texas (por razones que nunca quedaron del todo claras para Gus) y, en su lugar, se casó con el comerciante de caballos Bob Allen y se mudó a un rancho cerca de Ogallala, Nebraska. Todavía llora a sus hijos, que murieron de enfermedades respiratorias en la casa de adobe en la que vivieron Bob y ella al principio. Aprecia mucho a sus hijas.
- Jimmy y Ben Rainey, Bill y Pete Spettle, Soupy Jones, Needle Nelson, Jasper Fant, Bert Borum, Lippy Jones, Sean y Allen O'Brien –  Estos otros trabajadores fueron contratados por Call para trabajar con el ganado.

## Recepción
Lonesome Dove fue el ganador del Premio Pulitzer de Ficción en 1986 y recibió críticas favorables. En The New York Times, Nicholas Lemann elogió la novela como "emocionante y casi perfectamente realizada", llamándola "la gran novela de vaqueros". 
El propio McMurtry acabó expresando su descontento con la popularidad de la novela, particularmente después de la adaptación a miniserie. En el prefacio de la edición de 2000, escribió: "Es difícil equivocarse si uno escribe extensamente sobre el Viejo Oeste, que sigue siendo el miembro fantasma de la psique estadounidense. Pensé que había escrito sobre una época dura y sobre gente bastante dura, pero para el público en general, había producido algo más cercano a una idealización; en lugar de un Infierno para pobres, lleno de violencia, infidelidad y traición, en realidad había presentado una especie de Lo que el viento se llevó, un giro que estaré meditando durante mucho, mucho tiempo". 
Al evaluar el legado cultural de la novela en 2019, Nasrullah Mambrol se mostró más comprensivo que la autoevaluación del autor. "Lo que hizo McMurtry fue reinventar la novela western tomando sus elementos básicos y elevándolos al nivel de la épica". Alcanzó "la cima de sus poderes" con Lonesome Dove . 

## Adaptación
Una adaptación de miniserie de televisión producida por Motown Productions se transmitió en CBS en 1989, protagonizada por Robert Duvall como Augustus McCrae y Tommy Lee Jones como Woodrow F. Call. La serie fue un éxito comercial y de crítica.